# Bus Simulator 18
Bus Simulator 18 – symulator autobusu opracowany przez Stillalive Studios i opublikowany przez Astragon Entertainment dla systemów Microsoft Windows, PlayStation 4 i Xbox One. Jest zasilany przez Unreal Engine 4 i był początkowo dostępny 13 czerwca 2018 roku na całym świecie. Jest to piąta gra z serii Bus Simulator i bezpośrednia kontynuacja Bus Simulator 16.

## Rozgrywka
Bus Simulator 18 zawiera mapę fikcyjnego, nowoczesnego miasta składającego się z dwunastu dzielnic, która jest 2,5 razy większa niż Bus Simulator 16. Gra pozwala graczom prowadzić osiem licencjonowanych pojazdów czterech różnych producentów autobusów, w tym Iveco, MAN, Mercedes-Benz i Setra.

## Opinie
Bus Simulator 18 otrzymał „mieszane” recenzje, według agregatora recenzji Metacritic.